# 太宰府市
太宰府市（日语：／ Dazaifushi */?）是位於日本福岡縣中部的城市，位於福岡市東南方約16公里。它是九州古城大宰府的所在地，擁有許多歷史遺跡，包括著名觀光景點太宰府天滿宮，因此每年有大量旅客到訪，2006年的統計約有732萬名旅客到訪。
市區北側為四王寺山，東側為寶滿山，西南側為天拜山，御笠川由中間通過轄內，主要市區也為於此處，屬於福岡都市圈的一部份。
由於此地在過去曾設有「大宰府」，因此其名稱常被误写做「大宰府市」。

## 歷史
大宰府在663年出現，當時日本在朝鮮半島的白江口之战大敗後，為了預防唐朝趁勢進攻日本，在對馬島、壹岐島及九州的筑紫地區設立防衛據點，並在此地設置大宰府，作為九州及周邊區域的軍事指揮中心。
在8世紀之後，大宰府的功能從原本的軍事目的，變成日本的外交窗口與管轄全九州的地方行政機關，但也因為遠離朝廷，成為中央流放官員的地方。在日本被稱為學問之神的菅原道真也曾於10世紀時被流放到此。
在歷史文獻中，最早使用的名稱是「大宰府」，但在八世紀的奈良時代之後的文獻開始出現「太宰府」的名稱，此後「太宰府」使用比例逐漸增加，到了近代就完全只採「太宰府」的用法。
當時在此也有依里坊制規劃的城市街道，在當時日本的規模僅次於平城京，因此也被稱為「西之都」。
大宰府一直到12世紀都是九州地區的政治中心，當時中國、朝鮮和日本接觸時，都是以大宰府作為涉外窗口，同時也是接待渡來人的地方。12世紀鎌倉幕府成立後，由於日本朝廷的勢力衰退，政局由武家所掌控，大宰府失去功能，約在12世紀中時停止運作；此後此地區成為過去長期擔任大宰大貳職務少貳氏的勢力範圍。
16世紀時先後成為大內氏和大友氏的領地，在豐臣秀吉完成九州征伐後，此地成為毛利氏親族小早川隆景的領地，並在此重建太宰府天滿宮。關原之戰後，再次轉封成為福岡藩黑田氏領地直到19世紀江戶幕府結束。
明治時代後，設立了行政區劃御笠郡宰府村，後又改回原名太宰府村，1950年代的昭和大合併期間，曾規劃與周邊地區的其他五個町村合併，但由於這六個町村無法對合併後的新名稱達成共識，最終太宰府村只與相鄰的水城村合併，合併後延續使用「太宰府」成為太宰府町，1982年進一步改制為現在的太宰府市。

### 年表
- 1881年3月17日：宰府村改名為太宰府村。
- 1889年4月1日：實施町村制，現在的轄區在當時分屬：御笠郡太宰府村、水城村。
- 1892年9月13日：太宰府村改制為太宰府町。
- 1896年4月1日：那珂郡、席田郡、御笠郡合併為筑紫郡。
- 1955年3月1日：太宰府町與水城村合併為新設置的太宰府町。
- 1982年4月1日：改制為太宰府市。

### 變遷表
| 1889年以前     | 1896年2月26日  | 1896年 - 1911年 | 1912年 - 1926年 | 1926年 - 1944年 | 1945年 - 1959年       | 1960年 - 1989年       | 1989年 - 現在         | 現在                  |
| -------------- | -------------- | --------------- | --------------- | --------------- | --------------------- | --------------------- | --------------------- | --------------------- |
| 御笠郡太宰府町 | 筑紫郡太宰府町 | 筑紫郡太宰府町  | 筑紫郡太宰府町  | 筑紫郡太宰府町  | 1955年3月1日 太宰府町 | 1982年4月1日 太宰府市 | 1982年4月1日 太宰府市 | 1982年4月1日 太宰府市 |
| 御笠郡水城村   | 筑紫郡水城村   | 筑紫郡水城村    | 筑紫郡水城村    | 筑紫郡水城村    | 1955年3月1日 太宰府町 | 1982年4月1日 太宰府市 | 1982年4月1日 太宰府市 | 1982年4月1日 太宰府市 |

## 交通
距離本地最接近的機場是位於福岡市的福岡機場，車程約13公里。
鐵路則有九州旅客鐵道的鹿兒島本線及西日本鐵道的天神大牟田線、太宰府線通過轄內。

### 鐵路
- 九州旅客鐵道
  - 鹿兒島本線：都府樓南站
- 西日本鐵道
  - 天神大牟田線：都府樓前站
  - 太宰府線：西鐵五條站、太宰府站

|  |  |

### 道路
- 九州自動車道：太宰府交流道
- 福岡高速道路2號線：水城出入口

國道
- 國道3號

## 名勝

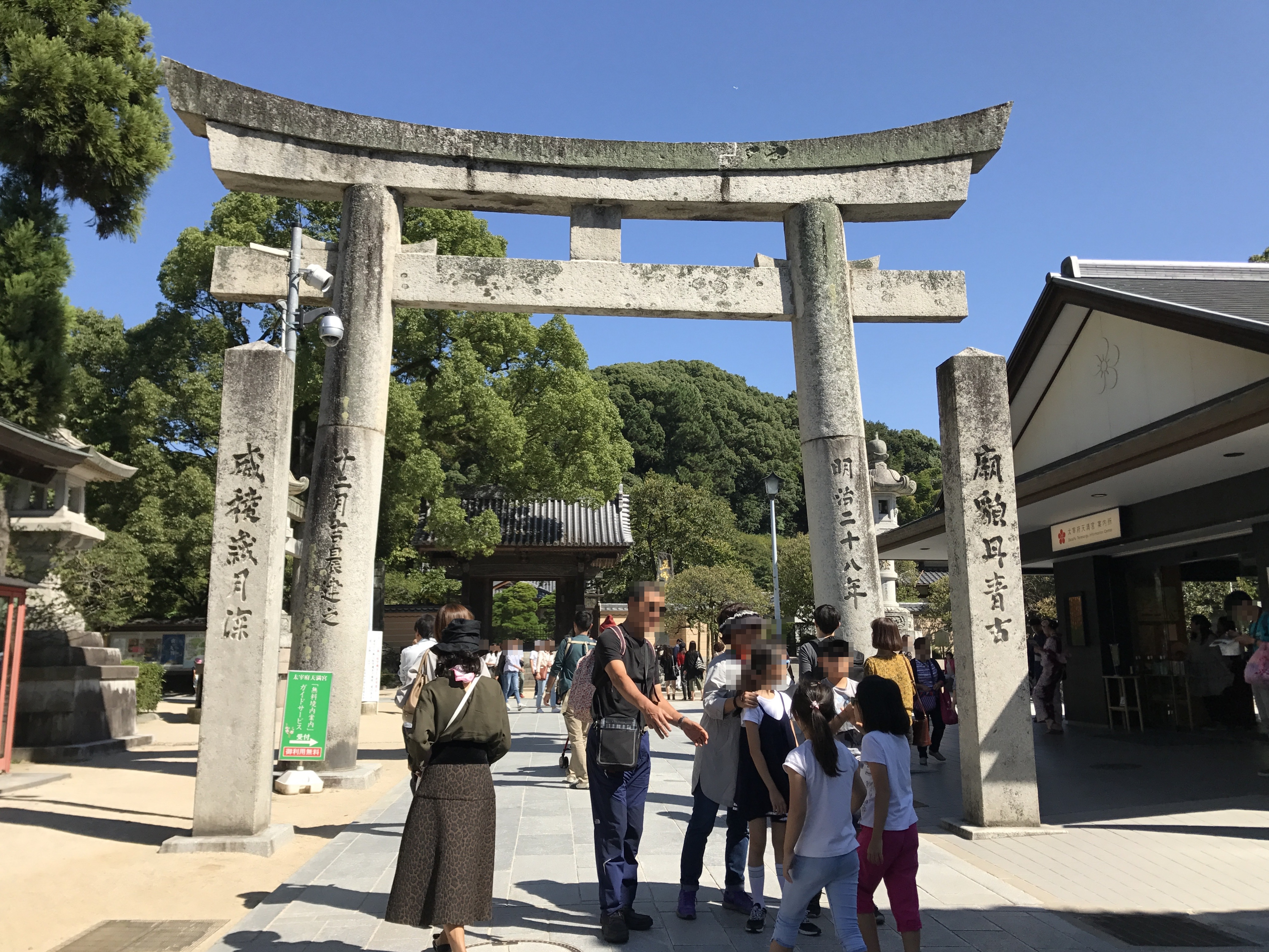
太宰府天滿宮鳥居

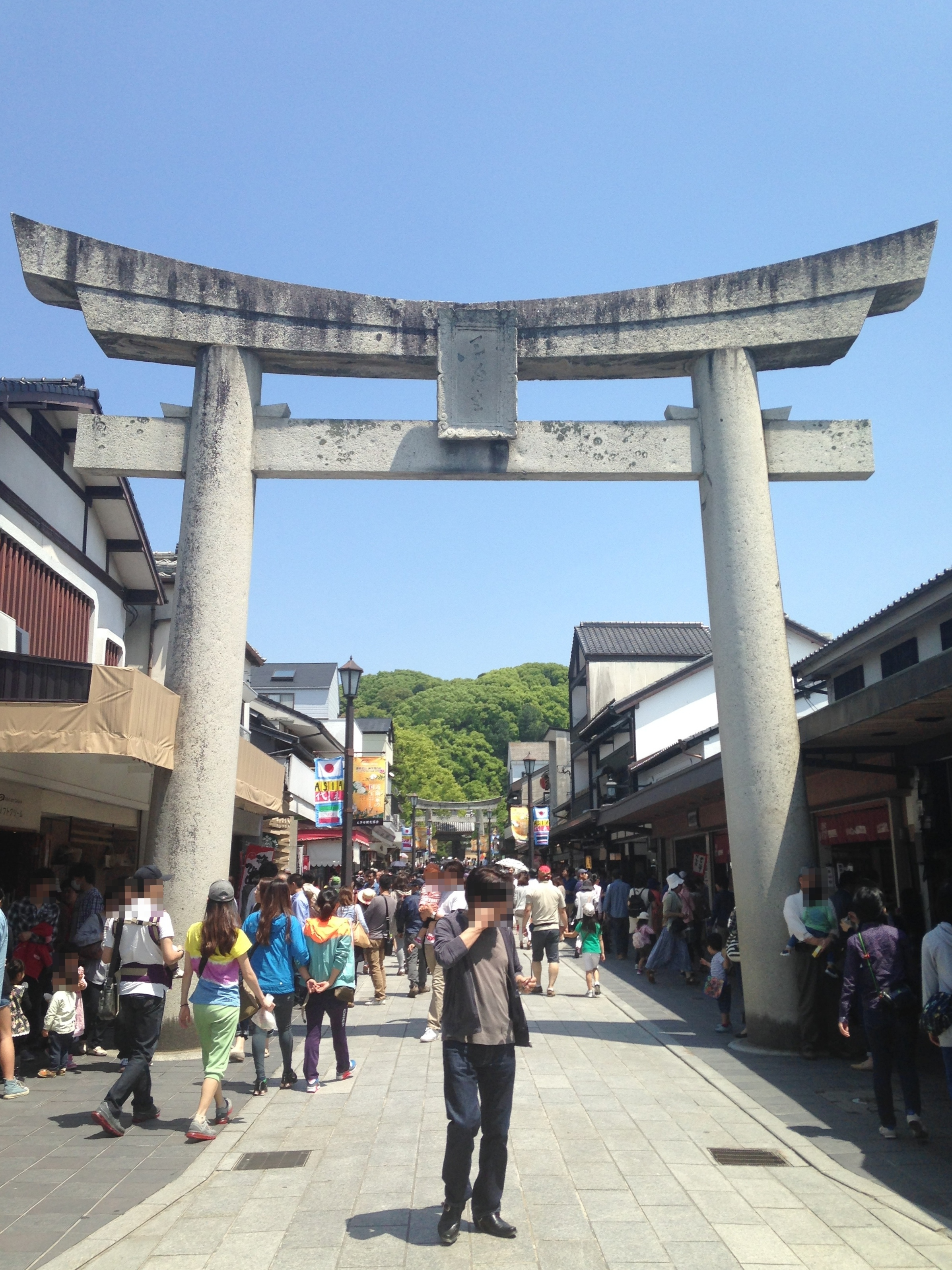
太宰府天滿宮的參道

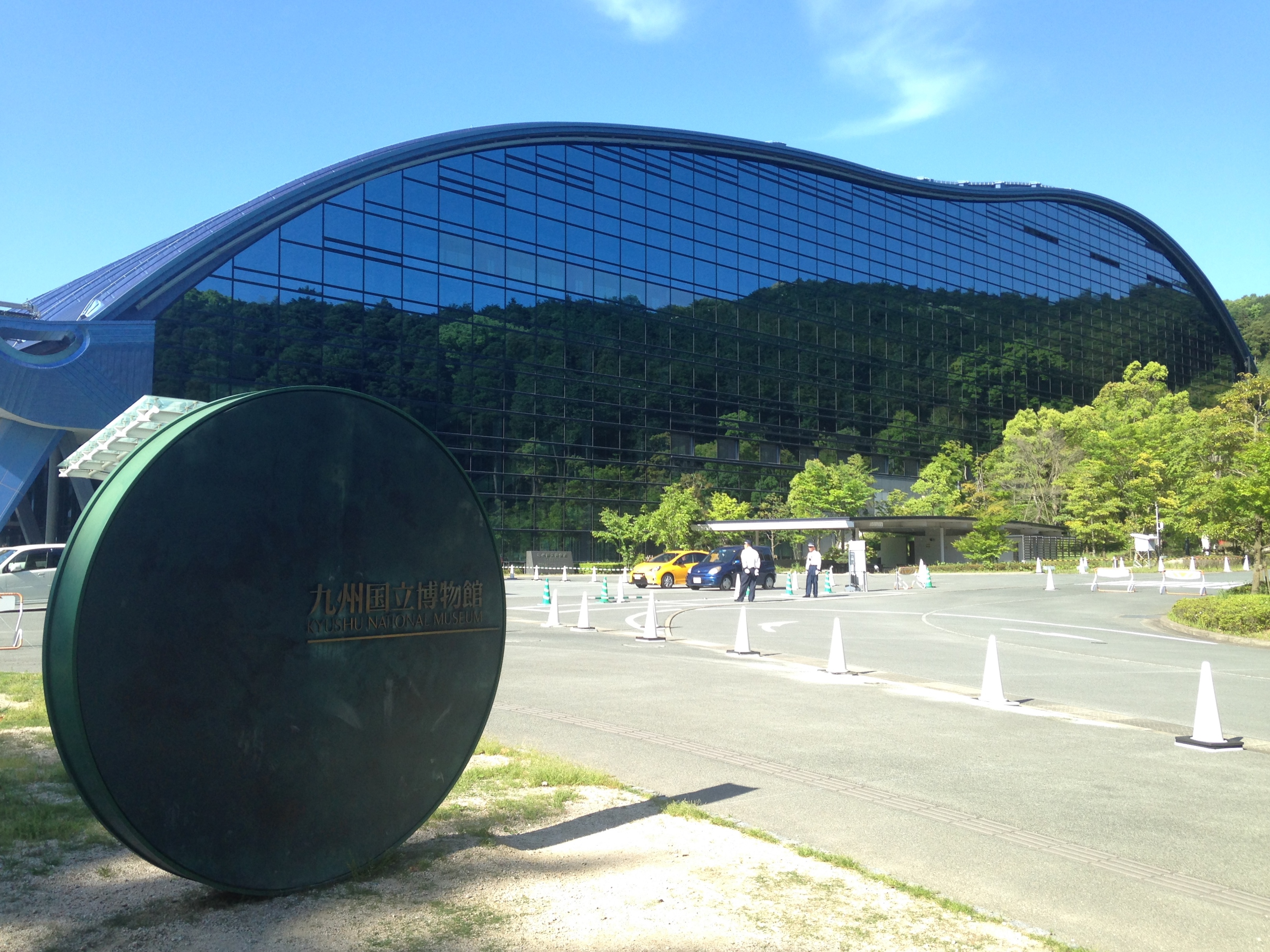
九州國立博物館

- 太宰府天滿宮 - 每年吸引不少旅客到訪祈求學業[11]。
- 竈門神社
- 岩屋城 - 1586年島津氏與大友氏在此爆發激烈的攻城戰。[12]
- 大宰府遺跡 - 國家指定特別史跡
- 水城遺跡 - 國家指定特別史跡
- 大野城遺跡 - 國家指定特別史跡
- 九州國立博物館 - 2005年建成，日本重要歷史博物館[13]。
- 九州歷史博物館
- 九州溫泉村・都久志湯
- 太宰府遊樂園
- 觀世音寺-佛教信仰重鎮 馬頭觀世音菩薩 十一面觀世音菩薩 不空羈索菩薩

## 教育

### 大學
- 九州情報大學
- 筑紫女學園大學
- 福岡醫療福祉大學
- 福岡經濟大學
- 福岡國際大學

### 短期大學
- 筑紫女學園短期大學
- 福岡兒童短期大學
- 福岡女子短期大學

### 高等學校
- 福岡縣立太宰府高等學校
- 福岡縣立福岡農業高等學校
- 筑紫台高等學校
- 筑陽學園高等學校

## 友好都市

### 日本
- 多賀城市（宮城縣）：締結於2005年11月21日
- 奈良市（奈良縣）：締結於2002年6月27日
- 耶馬溪町（大分縣下毛郡）：締結於1992年9月26日，耶馬溪町已於2005年3月1日併入中津市。

### 海外
- 扶餘邑（大韓民國忠清南道）：締結於1978年4月21日

## 本地出身之名人
- 廣瀨香美：歌手
- 德永玲子：女演員
- 山中大輔：職業拳擊手
- 六道神士：漫畫家
- 柴田亞衣：游泳選手
- 阿比留瑠比：記者

## 外部連結
- （日語） 太宰府市觀光情報（页面存档备份，存于）
- （日語） 太宰府市文化情報 （页面存档备份，存于）
- （日語） 太宰府觀光協會（页面存档备份，存于）
- （日語） 太宰府市的Facebook專頁
- （日語） 太宰府市的X（前Twitter）